# Emil von Wülfing
Emil von Wülfing (* 6. August 1872 auf Burg Kriegshoven in Swisttal; † 6. April 1950 ebenda) war ein deutscher Verwaltungsjurist und Rittergutsbesitzer.

## Leben
Emil von Wülfing war Sohn des gleichnamigen Oberregierungsrats und Gutsbesitzers auf Burg Kriegshoven im Kreis Bonn. Er studierte Rechtswissenschaften in Heidelberg, Göttingen und Lausanne. In Heidelberg wurde er 1891 im Corps Suevia Heidelberg aktiv. Er promovierte zum Dr. jur. und wurde 1899 Regierungsassessor in Köln und Stettin. Von 1906 bis 1909 war er Landrat im Kreis Ruhrort, 1909 wurde er zum Landrat im Kreis Dinslaken bestellt. 1919 wurde Emil von Wülfing als Oberregierungsrat Stellvertreter des Regierungspräsidenten im Regierungsbezirk Aurich Theodor von Heppe und schied noch im gleichen Jahr freiwillig aus dem Staatsdienst aus. Er lebte fortan als Landwirt und Gutsbesitzer auf Burg Kriegshoven.
Emil von Wülfing war Rittmeister der Reserve im Kürassier-Regiment „Graf Gessler“ (Rheinisches) Nr. 8.